# Robert Arthur (attore)
Robert Arthur, nome d'arte di Robert Paul Arthaud (Aberdeen, 18 giugno 1925 – Aberdeen, 1º ottobre 2008), è stato un attore statunitense che apparve in dozzine di film negli anni '40 e '50.

## Biografia
Noto per le sue interpretazioni in ruoli di adolescenti o di giovani adulti, Arthur debuttò alla metà degli anni quaranta e fece una delle sue prime apparizioni di rilievo nel film bellico Cielo di fuoco (1949), nel ruolo del "diversivo comico", il Sgt. McIllhenny. Successivamente apparve nel film L'asso nella manica (1951) di Billy Wilder, e nella serie TV anni cinquanta Il cavaliere solitario.
Nei suoi ultimi anni, Arthur divenne un attivista per i diritti dei gay a nome degli anziani, e collaborò con i Log Cabin Republicans. Non si sposò mai, ma ebbe relazioni con le attrici Jane Russell, Rhonda Fleming, Jan Sterling, Faith Domergue, Jane Greer, Ava Gardner e Zsa Zsa Gábor. Arthur morì ad Aberdeen il 1º ottobre 2008, per un arresto cardiaco, all'età di 83 anni.

## Filmografia parziale

### Cinema
- Il romanzo di Mildred (Mildred Pierce), regia di Michael Curtiz (1945)
- Una luce nell'ombra (Nobody Lives Forever), regia di Jean Negulesco (1946)
- Smarrimento (Nora Prentiss), regia di Vincent Sherman (1947)
- Come nacque il nostro amore (Mother Wore Tights), regia di Walter Lang (1947)
- I verdi pascoli del Wyoming (Green Grass of Wyoming), regia di Louis King (1948)
- Cielo giallo (Yellow Sky), regia di William A. Wellman (1948)
- Cielo di fuoco (Twelve O'Clock High), regia di Henry King (1949)
- L'adorabile intrusa (Mother Is a Freshman), regia di Lloyd Bacon (1949)
- Sono tua (You're My Everything), regia di Walter Lang (1949)
- Accadde in settembre (September Affair), regia di William Dieterle (1950)
- I moschettieri dell'aria (Air Cadet), regia di Joseph Pevney (1951)
- L'asso nella manica (Ace in the Hole), regia di Billy Wilder (1951)
- Ragazze alla finestra (Belles on Their Toes), regia di Henry Levin (1952)
- Il sogno dei miei vent'anni (Just for You), regia di Elliott Nugent (1952)
- I pirati della metropoli (The System), regia di Lewis Seiler (1953)
- La regina vergine (Young Bess), regia di George Sidney (1953)
- Femmina contesa (Take the High Ground!), regia di Richard Brooks (1953)
- I violenti (Three Violent People), regia di Rudolph Maté (1956)
- Le pantere dei mari (Hellcats of the Navy), regia di Nathan Juran (1957)
- Young and Wild, regia di William Witney (1958)

### Televisione
- Screen Directors Playhouse – serie TV, episodio 1x02 (1955)
- Telephone Time – serie TV, episodio 1x01 (1956)
- Crossroads – serie TV, episodio 1x27 (1956)
- Men of Annapolis – serie TV, episodi 1x02-1x28 (1957)
- Navy Log – serie TV, episodio 2x34 (1957)

## Doppiatori italiani
- Ferruccio Amendola in Cielo giallo
- Gianfranco Bellini in Cielo di fuoco, Accadde in settembre
- Mauro Zambuto in L'adorabile intrusa
- Pino Locchi in L'asso nella manica